# Niella Tanaro
Niella Tanaro est une commune italienne de la province de Coni, dans la région Piémont.

## Administration

### Hameaux
Borgo (centro paese) - Sant'Anna - Camigliasca - Codovilla - Roa - Poggio - Valmorei - Berzide - Peironi

### Communes limitrophes
Briaglia, Castellino Tanaro, Cigliè, Lesegno, Mondovi, Rocca Cigliè, San Michele Mondovì, Vicoforte.